# 2020년 하계 올림픽 브라질 선수단
2020년 하계 올림픽 브라질 선수단은 2021년 일본 도쿄에서 열린 2020년 하계 올림픽에 참가한 올림픽 브라질 선수단이다. 총 28개 종목에서 302명의 선수가 참가했다. 브라질은 1920년 하계 올림픽 이후 네덜란드 암스테르담에서 열린 1928년 하계 올림픽을 제외하고 모두 출전했으며 2020년 하계 올림픽 참여로 총 23회 올림픽에 참가하였다.

## 출전 선수
| 종목         | 남자 | 여자 | 전체 |
| ------------ | ---- | ---- | ---- |
| 양궁         | 1    | 1    | 2    |
| 육상         | 33   | 20   | 53   |
| 배드민턴     | 1    | 1    | 2    |
| 복싱         | 4    | 3    | 7    |
| 카누         | 4    | 1    | 5    |
| 사이클       | 3    | 2    | 5    |
| 다이빙       | 2    | 2    | 4    |
| 승마         | 7    | 0    | 7    |
| 펜싱         | 1    | 1    | 2    |
| 축구         | 18   | 18   | 36   |
| 체조         | 5    | 7    | 12   |
| 핸드볼       | 14   | 14   | 28   |
| 유도         | 7    | 6    | 13   |
| 근대5종      | 0    | 1    | 1    |
| 조정         | 1    | 0    | 1    |
| 럭비         | 0    | 12   | 12   |
| 요트         | 7    | 6    | 13   |
| 사격         | 1    | 0    | 1    |
| 스케이트보드 | 6    | 6    | 12   |
| 서핑         | 2    | 2    | 4    |
| 수영         | 16   | 11   | 27   |
| 탁구         | 3    | 3    | 6    |
| 태권도       | 2    | 1    | 3    |
| 테니스       | 4    | 2    | 6    |
| 트라이애슬론 | 1    | 2    | 3    |
| 배구         | 16   | 16   | 32   |
| 역도         | 0    | 2    | 2    |
| 레슬링       | 1    | 2    | 3    |
| 전체         | 160  | 142  | 302  |

## 같이 보기
- 올림픽 브라질 선수단